# Givrins
Givrins (/ʒivʀɛ̃/) est une commune suisse du canton de Vaud, située dans le district de Nyon.

## Géographie
La commune se trouve au pied du Jura, près de la rive gauche du ruisseau la Colline, à 5,5 km au nord-nord-ouest de Nyon,. Elle domine une petite combe.
Le territoire de Givrins s'étend sur 3,97 km2. Lors du relevé de 2013-2018, les surfaces d'habitations et d'infrastructures représentaient 15,2 % de sa superficie, les surfaces agricoles 41,4 %, les surfaces boisées 42,7 % et les surfaces improductives 0,3 %.

## Toponymie
Le nom de la commune, qui se prononce /ʒivʀɛ̃/, dérive d’un nom de personne latin, Gabrius ou Gaberius, et du suffixe toponymique latin -ānum. Il signifie donc domaine de Gabrius ou Gaberius.
La première occurrence écrite du toponyme remonte à environ 1087, sous la forme de Givriacus.

## Population et société

### Gentilé et surnom
Les habitants de la commune se nomment les Givrinois,.
Ils sont surnommés les Copons, du nom du panier où le boulanger met sa pâte, qui rappellerait la forme du dôme de la tour de l'horloge.

### Démographie

#### Évolution de la population
Givrins compte 1 021 habitants au 31 décembre 2022 pour une densité de population de 257 hab/km2. Sur la période 2010-2019, sa population a augmenté de 6,3 % (canton : 12,9 % ; Suisse : 9,4 %).  

#### Pyramide des âges
En 2020, le taux de personnes de moins de 30 ans s'élève à 33 %, au-dessous de la valeur cantonale (35 %). Le taux de personnes de plus de 60 ans est quant à lui de 24 %, alors qu'il est de 21,9 % au niveau cantonal.
La même année, la commune compte 516 hommes pour 515 femmes, soit un taux de 50 % d'hommes, supérieur à celui du canton (49,1 %).
| Hommes | Classe d’âge | Femmes |
| ------ | ------------ | ------ |
| 0,2    | 90 ans ou +  | 0,6    |
| 7,0    | 75 à 89 ans  | 5,2    |
| 16,5   | 60 à 74 ans  | 18,4   |
| 27,3   | 45 à 59 ans  | 28,0   |
| 12,6   | 30 à 44 ans  | 18,3   |
| 19,2   | 15 à 29 ans  | 14,2   |
| 17,2   | - de 14 ans  | 15,3   |

| Hommes | Classe d’âge | Femmes |
| ------ | ------------ | ------ |
| 0,5    | 90 ans ou +  | 1,4    |
| 6,1    | 75 à 89 ans  | 8,2    |
| 13,3   | 60 à 74 ans  | 14,3   |
| 21,5   | 45 à 59 ans  | 21,2   |
| 22,0   | 30 à 44 ans  | 21,4   |
| 19,6   | 15 à 29 ans  | 18,0   |
| 16,9   | - de 14 ans  | 15,5   |

## Héraldique
Les armes de cette commune sont figurées par un sapin vert qui s'élève d'une montagne à trois sommets, verte aussi. Ces armes d'après le calendrier historique vaudois de 1920, dateraient du XVIIIe siècle. Ces armes sont probablement inspirées d'un ancien sceau communal dont on trouve une trace dans un acte de reconnaissance de bourgeoisie du 4 mars 1747.

## Histoire
La commune compte des vestiges d'établissements romains et des nécropoles du Haut Moyen Âge. Elle fait partie à l'époque médiévale de la seigneurie de Genolier. En 1685, le village appartient aux Quisard et forme alors une seigneurie du bailliage de Nyon, régie par un conseil de douze membres. 
De 1435 au XIXe siècle, la commune acquiert des montagnes et des forêts. Leur exploitation et le commerce du bois sont une source importante de revenus.
Une gare est inaugurée en 1916 sur la ligne Nyon-Saint-Cergue.

## Patrimoine bâti

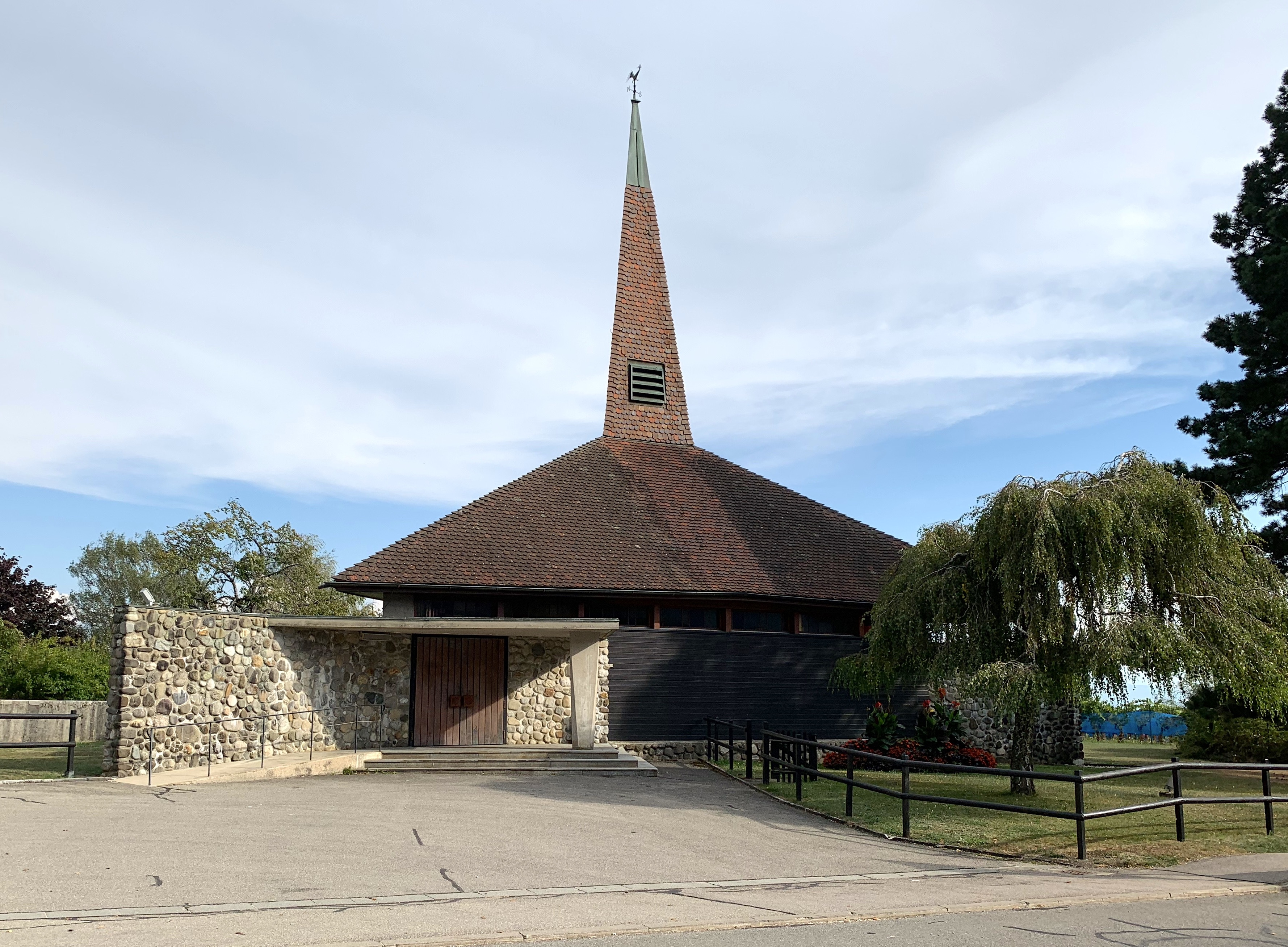
Le temple de Givrins

L’église protestante Notre-Dame (Rue du Temple 2) a été bâtie en 1964 par l’architecte Marcel Auclair 46° 22′ 51″ N, 6° 14′ 16″ E.
Précédemment, Givrins était rattachée à la paroisse de Vich puis dès 1834 à la paroisse de Duillier. En 1840, elle est rattachée à la paroisse de Genolier qu'elle quittera à la suite de la construction de son propre temple.
La fontaine au centre du village, construite en 1810, est classée comme monument historique depuis juillet 1966

## Personnalité liée à la commune
- Urbain Olivier, romancier du XIXe siècle
- Hedwig Anneler, romancière et nouvelliste du XXe siècle